# Élections cantonales partielles françaises en 2013
Plusieurs élections cantonales partielles se sont tenues en France en 2013.

## Synthèse
| Département | Canton          | Conseiller sortant | Parti | Parti | Conseiller élu | Parti | Parti |
| ----------- | --------------- | ------------------ | ----- | ----- | -------------- | ----- | ----- |
| Yvelines    | Mantes-la-Jolie | Michel Vialay      |       | UMP   | Pierre Bédier  |       | UMP   |
| Aisne       | Aubenton        | Bernard Noé        |       | UMP   | Yannick Noé    |       | UMP   |
| Var         | Brignoles       | Claude Gilardo     |       | PCF   | Laurent Lopez  |       | FN    |

## Résultats

### Canton de Brignoles,Var(83)
L'élection de Jean-Paul Dispard (FN), victorieux au second tour avec 5 voix d'avance lors des élections cantonales de 2011, ayant été invalidée, une élection cantonale partielle est organisée les 24 juin et 1er juillet 2012 et permet à Claude Gilardo (PCF) de retrouver le siège qu'il avait occupé de 1998 à 2011.
Le 21 décembre 2012, le tribunal administratif de Toulon annule cette élection cantonale partielle estimant que « le nombre de suffrages exprimés au second tour (...) devant être regardés comme irréguliers est supérieur à la différence de voix entre les deux candidats lors de celui-ci ». Le jugement relève neuf signatures différentes entre le premier et le second tour, cinq procurations irrégulières, ainsi que trois votes de plus que le nombre d'inscrits dans les bureaux de vote de Brignoles et de Tourves. Une nouvelle élection cantonale partielle est organisée les 6 et 13 octobre 2013.
| Candidat       | Candidat              | Parti          | Premier tour | Premier tour | Second tour | Second tour |
| Candidat       | Candidat              | Parti          | Voix         | %            | Voix        | %           |
| -------------- | --------------------- | -------------- | ------------ | ------------ | ----------- | ----------- |
|                | Laurent Lopez         | FN             | 2 718        | 40,40        | 5 031       | 53,91       |
|                | Catherine Delzers     | UMP            | 1 397        | 20,76        | 4 301       | 46,09       |
|                | Laurent Carratala     | FG (PCF)-PS    | 981          | 14,58        |             |             |
|                | Jean-Paul Dispard     | PDF            | 612          | 9,10         |             |             |
|                | Magda Igyarto-Arnoult | EELV           | 598          | 8,89         |             |             |
|                | Christian Proust      | UDI            | 422          | 6,27         |             |             |
|                |                       |                |              |              |             |             |
| Inscrits       | Inscrits              | Inscrits       | 20 728       | 100,00       | 20 728      | 100,00      |
| Abstentions    | Abstentions           | Abstentions    | 13 815       | 66,65        | 10 888      | 52,53       |
| Votants        | Votants               | Votants        | 6 913        | 33,35        | 9 840       | 47,47       |
| Blancs et nuls | Blancs et nuls        | Blancs et nuls | 185          | 2,68         | 508         | 5,16        |
| Exprimés       | Exprimés              | Exprimés       | 6 728        | 97,32        | 9 332       | 94,84       |

### Canton de Mantes-la-Jolie
Conseiller général sortant : Michel Vialay (UMP).
Conseiller général élu : Pierre Bédier (UMP)
| Candidat       | Candidat         | Parti          | Premier tour | Premier tour | Second tour | Second tour |
| Candidat       | Candidat         | Parti          | Voix         | %            | Voix        | %           |
| -------------- | ---------------- | -------------- | ------------ | ------------ | ----------- | ----------- |
|                | Pierre Bédier    | UMP            | 2 690        | 45,36        | 3 286       | 60,23       |
|                | Rama Sall        | PS             | 1 248        | 21,05        | 2 170       | 39,77       |
|                | Cyril Nauth      | FN             | 688          | 11,60        |             |             |
|                | Nathalie Coste   | PCF-EELV       | 534          | 9,01         |             |             |
|                | Christian Scotti | UDI            | 478          | 8,06         |             |             |
|                | Marc Jammet      | DVG            | 292          | 4,92         |             |             |
|                |                  |                |              |              |             |             |
| Inscrits       | Inscrits         | Inscrits       | 21 217       | 100,00       | 21 210      | 100,00      |
| Abstentions    | Abstentions      | Abstentions    | 15 082       | 71,08        | 15 377      | 72,50       |
| Votants        | Votants          | Votants        | 6 135        | 28,92        | 5 833       | 27,50       |
| Blancs et nuls | Blancs et nuls   | Blancs et nuls | 205          | 3,34         | 377         | 6,46        |
| Exprimés       | Exprimés         | Exprimés       | 5 930        | 96,66        | 5 456       | 93.54       |

### Canton d'Aubenton
Conseiller général sortant : Bernard Noé (UMP). (décès)
Conseiller général élu : Yannick Noé (UMP)
| Candidat | Candidat               | Parti | Premier tour | Premier tour | Second tour | Second tour |
| Candidat | Candidat               | Parti | Voix         | %            | Voix        | %           |
| -------- | ---------------------- | ----- | ------------ | ------------ | ----------- | ----------- |
|          | Yannick Noé            | UMP   | 291          | 28,73        | 496         | 51,24       |
|          | Pierre-Louis Devoitine | DVD   | 183          | 18,03        | 472         | 48,76       |
|          | Claude Mouflard        | FN    | 161          | 15,89        |             |             |
|          | Ginette Deveaux        | PCF   | 143          | 14,12        |             |             |
|          | Mathieu Canon          | DVD   | 170          | 16,78        |             |             |
|          | Jean-Guy Renaud        | DVD   | 65           | 6,42         |             |             |
|          |                        |       |              |              |             |             |